# Natalia Karp
Natalia Karpf (ur. 27 lutego 1911 w Krakowie, zm. 9 lipca 2007 w Londynie) – polska pianistka pochodzenia żydowskiego, więźniarka obozów koncentracyjnych.

## Życiorys
Urodziła się jako Natalia Weissman. Była drugim dzieckiem z czworga rodzeństwa. Jej ojciec Izydor był majętnym biznesmenem, a matka amatorsko śpiewała w domu arie operowe. Zaczęła naukę gry na pianinie w wieku 4 lat. W wieku 13 lat postanowiła zostać profesjonalną pianistką. Przy wsparciu dziadka, kantora, przekonała rodziców, by pozwolili jej wyjechać do Berlina, aby studiować muzykę.
Dzięki pomocy Marii Zweig udało jej się zorganizować spotkanie z Arturem Schnablem, który zgodził się zostać jej nauczycielem. Po dwóch latach w 1927 zdecydowała się zmienić nauczyciela. Został nim Georg Bertram. W 1929 wystąpiła z koncertem w Berlinie z orkiestrą Berliner Philharmoniker, na którym zaprezentowała I koncert fortepianowy Chopina. Odniosła sukces, lecz z powodu choroby matki musiała wrócić do Krakowa, by zająć się młodszym rodzeństwem.
W 1933 poznała i poślubiła Juliusa Hublera, prawnika, pianistę i krytyka muzycznego. Z powodu sprzeciwu męża przestała występować publicznie.
Po wkroczeniu Niemców do Krakowa ukrywała się. W grudniu 1943 została schwytana przez Gestapo w trakcie próby ucieczki z getta tarnowskiego na Słowację i wysłana do obozu Plaszow.
Przybyła do obozu w dniu urodzin komendanta Amona Götha, który, gdy dowiedział się o pojawieniu się znanej pianistki, kazał jej dla siebie zagrać. Zagrała Nokturn cis-moll Fryderyka Chopina. Jej gra tak się spodobała, że darowano jej i jej siostrze życie.
Po 10 miesiącach wraz z siostrą zostały przeniesione do obozu Auschwitz-Birkenau.
Po wyzwoleniu z obozu powróciła do Krakowa. W październiku 1945 ponownie rozpoczęła ćwiczenia i 7 marca 1946 w filharmonii krakowskiej zagrała I koncert fortepianowy Czajkowskiego. Poznała również swojego męża Jozsefa Karpfa, radcę w Ministerstwie Skarbu. Wyjechali wspólnie do Londynu, gdzie Jozsef rozpoczął pracę w polskiej ambasadzie. Gdy w 1950 został odwołany do kraju, para wystąpiła o azyl polityczny i pozostała w Wielkiej Brytanii. Natalia urodziła dwie córki i powróciła do koncertowania pod pseudonimem Natalia Karp. Między innymi w 1967 wystąpiła dla Oskara Schindlera. Współtworzyła Alpha Piano Trio z Reginą Schein (wiolonczela) i Henriette Canter (skrzypce). Odbyła wiele tournee po Europie i koncertowała jeszcze w wieku 90 lat.
Jej życie po wojnie zostało opisane przez córkę Anne Karpf w książce The war after: living with the Holocaust.